# Thomas Prager
Thomas Prager (* 13. September 1985 in Wien) ist ein österreichischer Fußballspieler. Er bestritt zwischen 2006 und 2009 auch 14 Spiele für die österreichische Fußballnationalmannschaft.

## Karriere
Seine Karriere begann Thomas Prager beim österreichischen Unterligisten Waagner Biro Kagran/SV Hirschstetten und beim Landesligisten FC Stadlau. 2001 wurde der Mittelfeldspieler von einem niederländischen Talentscout bei einem Hallenturnier entdeckt und vom SC Heerenveen unter Vertrag genommen.
Thomas Pragers Karriereverlauf als Profi war geprägt von Höhen und Tiefen. Als damals 20-jähriger beim SC Heerenveen zeigte er mit sehr guten Leistungen auf und avancierte zur großen Mittelfeldhoffnung für die österreichische Fußballnationalmannschaft. Er verkörperte einen modernen Mittelfeldspieler, der sehr schnell und ballsicher im Spiel nach vorne ist, aber auch defensiv Stärken aufwies. Die Saison 2006/07 war die wohl erfolgreichste in der Karriere des Thomas Prager: er schaffte es zum Stammspieler bei einem guten Mittelklasseverein in der niederländischen Eredivisie, absolvierte am 23. Mai 2006 sein Teamdebüt bei der 1:4-Niederlage gegen Kroatien und war Hoffnungsträger für die anstehende Fußball-Europameisterschaft 2008 im eigenen Land. Am 6. Oktober 2006 erzielte er beim 2:1-Auswärtssieg gegen Liechtenstein sein erstes Tor für die Nationalmannschaft.
Nur ein Jahr später verlor er jedoch seinen Stammplatz und sein Vertrag wurde nicht weiter verlängert. Ein Transfer nach Spanien zu Racing Santander scheiterte und er wechselte im August 2008 zurück nach Österreich zum LASK Linz. Die Heim-Europameisterschaft verfolgte er aufgrund der vergangenen Monate lediglich von der Ersatzbank aus. Allerdings verlief auch die Zeit beim LASK sehr wechselhaft. Nach der EM 2008 erarbeitete er sich unter Andrej Panadić und Klaus Lindenberger zwar einen Stammplatz, allerdings waren seine Leistungen durchwachsen. Erst im Herbst 2009 fand Prager beim LASK wieder zurück zu alter Form. Er hatte die Position der hängenden Spitze inne und genoss viele Freiheiten im Offensivspiel. Dies resultierte in acht Toren und neun Vorlagen in den ersten fünfzehn Runden. Während dieser Zeit bildete er zusammen mit seinem Sturmpartner Roman Wallner das gefährlichste Duo der Liga mit insgesamt 39 Scorerpunkten. Nach einem Trainerwechsel und dem Abgang Roman Wallners beim LASK im Winter 2009, gelang ihm nur noch ein einziges Tor sowie Assist. Seit Engagement bei den Linzern endete daher im Sommer 2010 nach insgesamt 51 Spielen. Am 10. Oktober 2009 bestritt er sein bis dato letztes Länderspiel gegen Litauen.
Vor Beginn der Saison 2010/11 wechselte Thomas Prager in die Schweiz zum FC Luzern und bestritt damit sein zweites Auslandsengagement. Diese Zeit war für den FC Luzern eine sehr erfolgreiche, jedoch fand sich Prager häufig in der Rolle des Reservisten wieder. Einzig in der ersten Runde des Schweizer Cups stand er in der Startformation, in der Axpo Super League konnte er sich jedoch nicht durchsetzen. Der zu diesem Zeitpunkt bereits 25-jährige Prager verzeichnete lediglich 18 Einwechslungen. Sein Vertrag bei den Schweizern lief über drei Jahre, jedoch gab Rapid Wien nach nur einer Saison am 1. Juni 2011 bekannt, Prager für zunächst ein Jahr, mit Option auf ein weiteres Jahr, auszuleihen. Dort sollte er den abgewanderten Yasin Pehlivan ersetzen, nachdem es im Jahr zuvor noch nicht geklappt hat mit dem Transfer für Rapid. Zwar haben die Wiener die Option auf Thomas Prager gezogen und ihn für eine weitere Saison vom FC Luzern ausgeliehen, allerdings waren die Leistungen sowohl von Rapid als auch von Prager nur mäßig zu dieser Zeit. Für Rapid Wien absolvierte Thomas Prager insgesamt 33 Spiele, blieb jedoch ohne Torerfolg. Nach den zwei Saisonen bei Rapid und dem gleichzeitigen Ende der Vertragslaufzeit beim FC Luzern im Sommer 2013, war Prager das restliche Jahr vereinslos. Ende Jänner 2014 gab der Wiener Regionalligaverein SC Wiener Viktoria die Verpflichtung von Thomas Prager bekannt.
Nach einer Saison wechselte er zum zypriotischen Verein Ethnikos Achna bevor er nach 3 Jahren in Zypern spielend erneut für eine Saison zur SC Wiener Viktoria wechselte.
2018 wechselte Prager in die 2. niederösterreichische Landesliga zum SV Würmla. 2020 schloss er sich dem FC Purkersdorf in der 2. Klasse Traisental an, wo er auch in der Saison 2022/23 Meister wurde. In der folgenden Saison gelang Prager der Durchmarsch in die Gebietsliga, wo er nicht nur als Kapitän, sondern auch als sportlicher Leiter aktuell tätig ist.

## Erfolge
- 2022/23 Meister 2. Klasse Traisental/Alpenvorland
- 2023/24 Meister 1. Klasse West/Mitte

## Sonstiges
Seit 2024 ist Prager auch als Experte tätig. Im Zuge der Fußballeuropameisterschaft in Deutschland kommentierte er beim Gruppenspiel Österreich gegen Frankreich bei Admiral Sportwetten in der Sportshow das Live Spiel. Beim Gruppenspiel Österreich gegen Niederlande war er als Experte beim Public Viewing Event in Maria Anzbach tätig.